# Trophée d'Or féminin
Il Trophée d'Or féminin è una corsa a tappe femminile di ciclismo su strada, che si tiene intorno a Saint-Amand-Montrond, nel dipartimento del Cher in Francia, ogni agosto. Si corre dal 1997, e dal 2006 fa parte del Calendario internazionale femminile UCI come prova di classe 2.2.

## Albo d'oro
Aggiornato all'edizione 2016.
| Anno | Vincitrice            | Seconda               | Terza                 |
| ---- | --------------------- | --------------------- | --------------------- |
| 1997 | Jeannie Longo         | Heidi Van De Vijver   | Rasa Polikevičiūtė    |
| 1998 | Jolanta Polikevičiūtė | Rasa Polikevičiūtė    | Jeannie Longo         |
| 1999 | Tracey Gaudry         | Jolanta Polikevičiūtė | Alison Wright         |
| 2000 | Leontien van Moorsel  | Séverine Desbouys     | Hanka Kupfernagel     |
| 2001 | Edita Pučinskaitė     | Julija Martisova      | Sara Carrigan         |
| 2002 | Tetjana Stjažkina     | Emma James            | Hayley Rutherford     |
| 2003 | Olivia Gollan         | Hanka Kupfernagel     | Oenone Wood           |
| 2004 | Edita Pučinskaitė     | Alison Wright         | Valentina Pol'chanova |
| 2005 | Joane Somarriba       | Edwige Pitel          | Edita Pučinskaitė     |
| 2006 | Zul'fija Zabirova     | Tetjana Stjažkina     | Monia Baccaille       |
| 2007 | Noemi Cantele         | Nicole Brändli        | Giorgia Bronzini      |
| 2008 | Emma Johansson        | Noemi Cantele         | Edwige Pitel          |
| 2009 | Diana Žiliūtė         | Monica Holler         | Pascale Jeuland       |
| 2010 | Emma Johansson        | Edita Pučinskaitė     | Eleonora Patuzzo      |
| 2011 | Тat'jana Аntošina     | Charlotte Becker      | Annemiek van Vleuten  |
| 2012 | Elena Cecchini        | Anna van der Breggen  | Marta Tagliaferro     |
| 2013 | Marianne Vos          | Anna van der Breggen  | Lucinda Brand         |
| 2014 | Elisa Longo Borghini  | Elena Berlato         | Ann-Sophie Duyck      |
| 2015 | Rachel Neylan         | Edwige Pitel          | Carlee Taylor         |
| 2016 | Élise Delzenne        | Claudia Lichtenberg   | Daiva Tušlaitė        |